# Nikola Jorgić
Nikola Jorgić (Doboj, Bosnia-Herzegovina, 1946 - Alemania, 8 de junio de 2014) fue un serbobosnio procedente del municipio de Doboj que era el líder de un grupo paramilitar localizado en su área nativa. El 26 de septiembre de 1997, fue condenado de genocidio en Alemania. Esto era la primera condena ganada contra los participantes en el genocidio en Bosnia. Jorgić estuvo sentenciado a cuatro plazos de encarcelamiento de vida para su implicación en los genocidios en Bosnia. 

## Historia
El Oberlandesgericht descubrió que el grupo paramilitar se había unido en la "limpieza étnica" del gobierno serbio contra la población musulmana. Jorgić, quién había sido un residente  de Alemania desde mayo de 1969 hasta 1992, era responsable de múltiple crímenes. Entre sus delitos está la masacre  en Grabska, donde 22 lugareños - incluyendo ancianos y discapacitados - fueron ejecutados antes de que el resto de lugareños fueron expulsados.También se le declaró responsable para la muerte de siete lugareños en Sevarlije. Su apelación después de su condena fue rehusada por el alemán Bundesgerichtshof (Tribunal Supremo Federal) el 30 de abril de 1999.El 12 de julio de 2007, el tribunal europeo de Derechos humanos rechazó la apelación de Jorgić.

## Maksim Sokolović y Novislav Đajić
Otro serbobosnio relacionado con condenas de este tipo de genocidios hechas por el tribunal alemán es Maksim Sokolović, condenado el 29 de noviembre de 1999, por ayudar e instigar el delito de genocidio y por grave incumplimiento de la Convención de Ginebra. En 2001, Sokolović estuvo sentenciado a nueve años encarcelamiento por complicidad en el genocidio cometido en Kalesija. Fue liberado tras cumplir su condena.
Novislav Đajić (Nacido en 1963) también fue acusado de participar en estos genocidios, pero el tribunal falló al encontrar pruebas de que participó en los genocidios. Đajić fue encontrado culpable de complicidad en 14 casos de asesinato y un caso de intento de asesinato. En la apelación de Đajić del 23 de mayo de 1997, el bufete de Apelaciones bávaro descubrió que los actos de genocidio fueron cometidos en junio de 1992, limitado dentro del distrito administrativo de Foča. Đajić fue condenado a 5 años de encarcelamiento por el Tribunal Regional Superior bávaro el 23 de mayo de 1997. Fue liberado prematuramente y fue deportado a otro país.

## Fama en internet
Nikola causó sensación en internet debido a un vídeo de música corto y de baja calidad de propaganda nacionalista y antiturca. Este vídeo es conocido en la red como "Remove Kebab" (en español: eliminar kebab) debido a su mensaje antiturco. Este vídeo recibió la atención de los internautas por su tono nacionalista con letras que alaban al líder de la Republika Srpska, Radovan Karadžić.
Pero la parte en que más se hizo famosa es una escena en la que probablemente sale Nikola, con el ceño fruncido y vestido de soldado, tocando el acordeón con otros dos soldados, uno que toca la trompeta y otro que toca el piano, mientras suena un estribillo pegadizo. Esta escena no solo se hizo famosa por el estribillo pegadizo, sino que también llegó a la fama gracias a la expresión del soldado que toca el acordeón, que podría ser Nikola. La expresión enfadada y pálida que tenía el soldado mientras tocaba un estribillo tan alegre, le resultó hilarante a muchos internautas.
Ese soldado fue conocido como "Dat face soldier" (el soldado de esa cara) y "Main kebab remover" (eliminador de kebab principal).
Sin embargo, mucha gente dice que el verdadero soldado que toca el acordeón es Novislav Đajić, un serbobosnio que también estuvo relacionado es casos de genocidios y masacres, y que Nikola Jorgić era un amigo suyo que salió en el vídeo, pero que no era el soldado que tocaba el acordeón.